# Sylvain Chavanel
 (Châtellerault, 30 giugno 1979) è un ex ciclista su strada francese, vincitore di tre tappe al Tour de France e di sette campionati nazionali (sei a cronometro e uno in linea). Con diciotto partecipazioni, è il ciclista che ha preso più volte parte alla Grande Boucle .
Professionista dal 2000, resta fedele fino al 2004 alla squadra di Jean-René Bernaudeau, nota prima come Bonjour e poi come Brioches La Boulangère. Nel 2005 passa alla Cofidis, mentre dalla stagione 2009 alla stagione 2013 corre nelle file della squadra belga Quick Step (in seguito chiamata Omega Pharma-Quickstep). Nelle stagioni 2014 e 2015 corre per la squadra elvetica IAM Cycling; nel 2016 tornò alla corte di Bernaudeau, alla Direct Énergie, rimanendovi fino al 2018, anno del ritiro dall'attività.
Ha un fratello minore, Sébastien, anch'egli ciclista professionista.

## Carriera

### 2000-2003: gli esordi
Da giovane, Sylvain Chavanel è considerato come una delle grandi speranze del ciclismo francese. Gareggia tra i Dilettanti Under-23 per due stagioni, dal 1998 al 1999. Esordisce con la Bonjour-Toupargel nel 2000, anno in cui consegue la prima vittoria da "pro" in una tappa del Circuit Franco-Belge. Nel 2001 si fa conoscere dal grande pubblico al Tour de France, come compagno di squadra di François Simon, che indossa la maglia gialla per diversi giorni.
Nel 2002 vince il Trophée des Grimpeurs e la Quatre Jours de Dunkerque, terminando secondo al Tour du Poitou-Charentes e terzo al Giro del Belgio, mentre nel 2003 trionfa nel Tour du Haut-Var, chiude sulla piazza d'onore nell'À travers le Morbihan e al terzo posto il Tour Méditerranéen. Si mette in evidenza anche per le qualità da cronoman, specialmente al Critérium du Dauphiné Libéré, al Critérium International e alla Parigi-Nizza (dove vince la classifica del miglior giovane), e conclude la stagione 2003 al 36º posto della classifica mondiale UCI.

### 2004-2007: la difficile conferma
Nella seconda parte della carriera, Chavanel ha difficoltà a riconfermare quello che aveva fatto vedere nei primi anni. Si trasferisce alla Cofidis ed ottiene alcune vittorie: La Poly Normande 2004, il Tour du Poitou-Charentes 2005 e 2006, dove vince tre tappe, la Quatre Jours de Dunkerque 2004 per la seconda volta, il Giro del Belgio 2004, il Circuit de la Sarthe 2005. Diventa inoltre campione francese a cronometro nel 2005 e nel 2006.
Nonostante questi importanti successi, non riesce ad imporsi nelle corse più prestigiose: giunge dodicesimo sia al Campionato di Zurigo 2005 che al Critérium du Dauphiné Libéré 2006, in cui ottiene la quinta posizione in cima al Mont Ventoux, e sedicesimo alla Vuelta a España 2007. Non ottiene, invece, grandi risultati al Tour de France.

### 2008-2009: il ritorno al successo
Il 2008 vede il ritorno di Chavanel ad alti livelli. Inizia la stagione vincendo una tappa al Tour Méditerranéen e classificandosi secondo alla Volta ao Algarve. È poi protagonista alla Parigi-Nizza, in cui prende la maglia gialla dopo la terza tappa, con arrivo a Saint-Étienne. Il giorno dopo, però, perde la leadership sulle pendici del Mont Ventoux, a vantaggio dell'olandese Robert Gesink. Ma Chavanel non si arrende e, partito all'attacco, vince la sesta tappa a Cannes: chiuderà la corsa al nono posto.
Nel mese di marzo partecipa per la prima volta alla Dwars door Vlaanderen ed alla Freccia del Brabante: vince entrambe le corse, a soli quattro giorni di distanza, giungendo in solitaria al traguardo in entrambi i casi. Nel mese di giugno fa suo per la terza volta il campionato francese a cronometro. Il 25 luglio si aggiudica quindi la diciannovesima tappa del Tour de France a Montluçon, battendo allo sprint il connazionale Jérémy Roy. Viene eletto anche ciclista supercombattivo della corsa. In seguito a questi successi, firma per due anni con la squadra belga Quick Step, dove ritrova il vecchio compagno Jérôme Pineau.

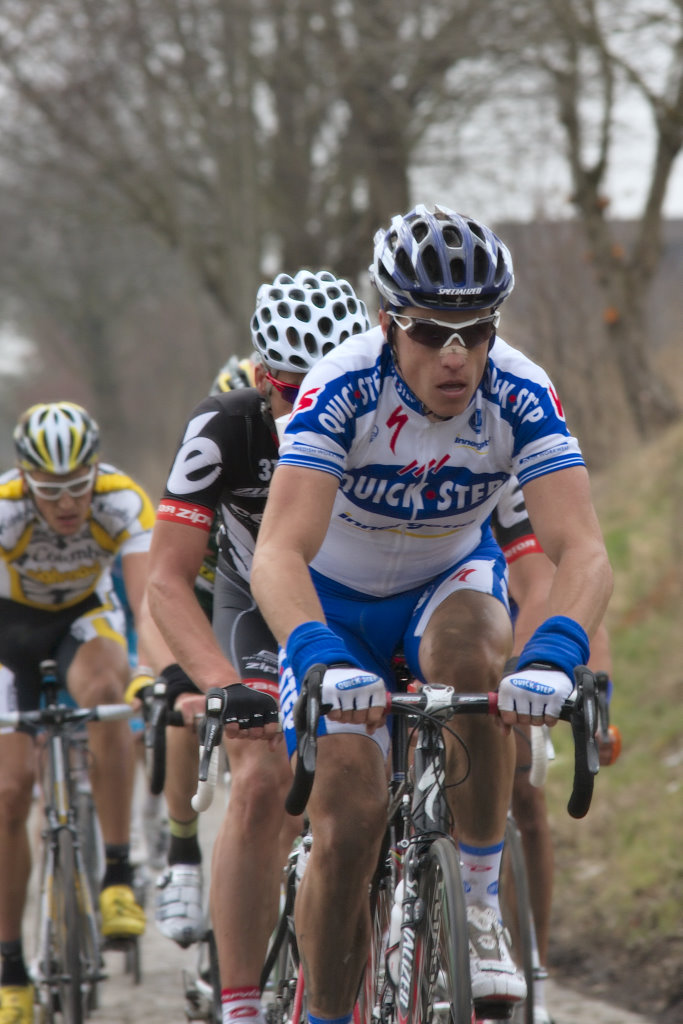
Sylvain Chavanel alla Omloop Het Nieuwsblad 2009

In settembre partecipa per la seconda volta alla Vuelta a España: conclude secondo nella cronometro di Ciudad Real della 5ª tappa, conquistando anche, provvisoriamente, la seconda posizione della classifica generale, a soli due secondi dallo statunitense Levi Leipheimer. Pochi giorni dopo, al termine della sesta tappa, riesce ad indossare la maglia oro di leader della classifica, che perderà il giorno dopo ad Andorra a vantaggio di Alessandro Ballan, per poi abbandonare la corsa a qualche giorno dall'arrivo. In stagione ottiene complessivamente sette vittorie, e viene così insignito del premio di miglior ciclista francese dell'anno.
Il 2009 inizia bene come il 2008. Quarto al Trofeo Inca, nuovamente secondo alla Volta ao Algarve, partecipa alla Parigi-Nizza, dove realizza una buona cronometro (settimo) e vince la terza tappa. Dopo aver portato per tre giorni la maglia di leader, la perde nella salita della La Montagne de Lure a vantaggio di Alberto Contador, ma termina comunque terzo nella classifica generale. Conclude poi quinto all'E3 Prijs Vlaanderen e settimo alla Dwars door Vlaanderen; alla Parigi-Roubaix è invece ottavo. In giugno chiude al secondo posto il campionato francese a cronometro, battuto da Jean-Christophe Péraud. Partecipa anche al Tour de France, tenta più volte la fuga, fino a conquistare il quarto posto nella tredicesima tappa. Ad agosto si mette in evidenza all'Eneco Tour, vincendo il prologo e terminando in seconda posizione nella classifica generale.

### 2010: le due tappe al Tour de France
Dopo aver chiuso quattordicesimo alla Parigi-Nizza, prende il via alla campagna delle classiche. Conclude tra i primi trenta alla Milano-Sanremo, alla Gand-Wevelgem, al Giro delle Fiandre e alla Freccia del Brabante, che aveva vinto nel 2008, e si classifica sedicesimo all'Amstel Gold Race. Alla Liegi-Bastogne-Liegi è invece vittima di una caduta nei pressi del traguardo, che gli causa fratture dentarie ed una commozione cerebrale. Inizialmente i medici dichiarano che Chavanel avrebbe dovuto rinunciare al Tour de France, ma il ciclista francese riesce a recuperare in tempi record: partecipa al Giro di Svizzera per testare la condizione e poi prende il via alla corse a tappe francese. Fra le due corse a tappe ottiene anche il secondo posto al campionato francese a cronometro, come nel 2009, questa volta preceduto per 25 secondi da Nicolas Vogondy.
Al Tour de France vince in solitaria la seconda tappa al termine di una lunga fuga: la frazione è caratterizzata da numerose cadute e Chavanel può approfittarne tanto da riuscire ad indossare la maglia gialla di leader della classifica, due anni dopo l'ultimo francese, Romain Feillu. Mantiene la maglia per un solo giorno – la perde nella terza tappa dopo essere stato vittima di due forature nei tratti in pavé e aver perso oltre tre minuti – salvo poi riprenderla al termine della settima tappa, la prima di montagna con arrivo a Station des Rousses, e riperderla ancora l'indomani. Conclude la gara al trentunesimo posto in classifica generale aggiudicandosi, per la seconda volta, anche il premio della combattività.

### 2011-2012: i due titoli nazionali
Nella primavera del 2011 Chavanel conclude ventesimo alla Milano-Sanremo e quarto alla Driedaagse De Panne - Koksijde. Il 3 aprile partecipa al Giro delle Fiandre. Durante la gara, pur essendo stato inizialmente schierato in supporto al capitano Tom Boonen, si mette in particolare evidenza: tenta infatti la fuga insieme ad altri tre corridori a circa 60 chilometri dall'arrivo, resta solo sul Molenberg ma viene ripreso sul Valkenberg; riesce poi a resistere, insieme al solo Nick Nuyens, alla selezione dettata da Fabian Cancellara sul Bosberg. Nella volata finale a tre è però battuto da Nuyens; conclude così al secondo posto, miglior piazzamento in carriera in una classica. Nelle classiche delle Ardenne non ottiene risultati, mentre in giugno a Boulogne-sur-Mer si laurea per la prima volta campione nazionale in linea (aveva già vinto tre volte la gara a cronometro).

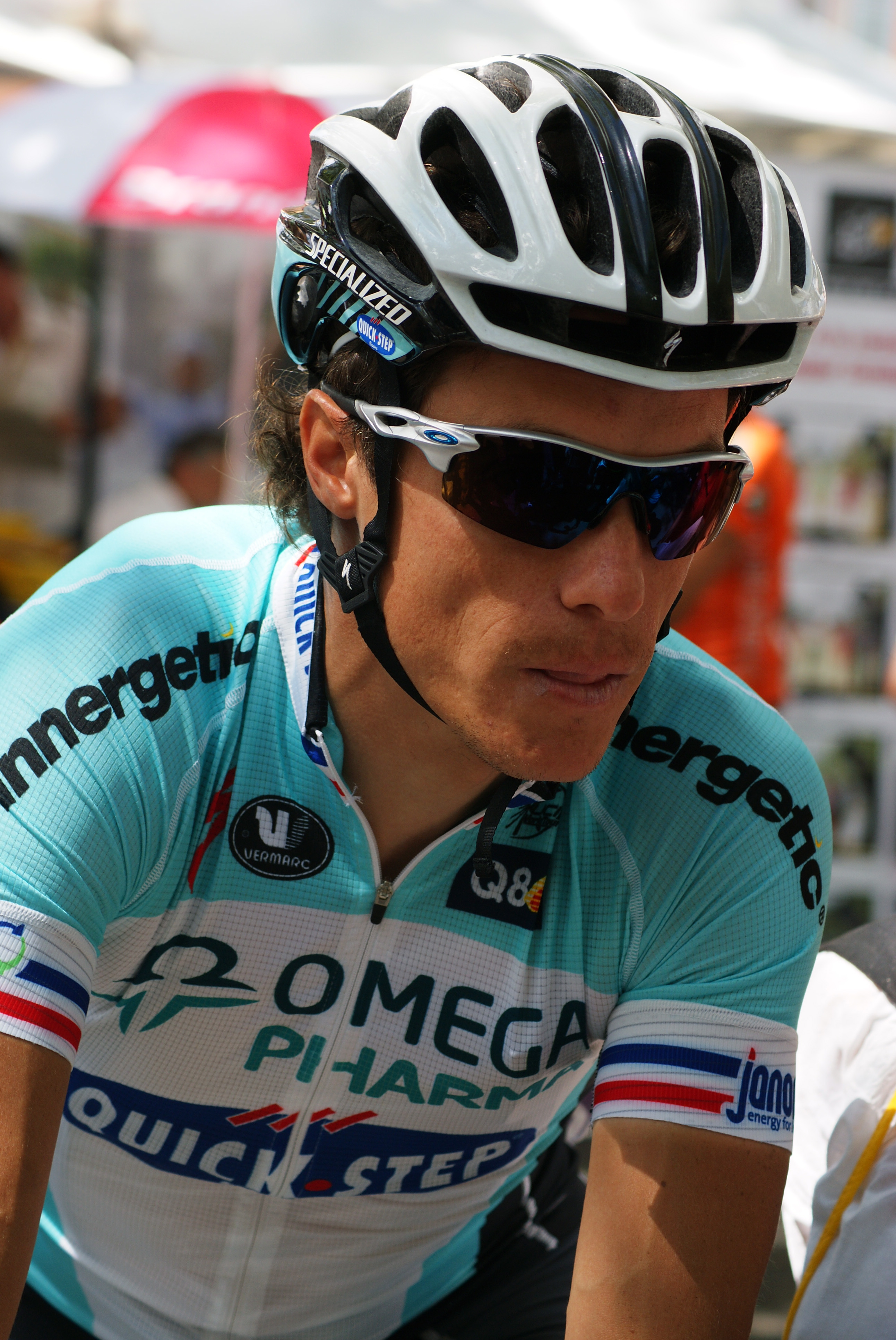
Sylvain Chavanel al Tour de France 2012

Dopo un Tour de France in cui non va oltre un quinto posto di tappa, partecipa per la terza volta alla Vuelta a España. In questa gara ottiene il secondo posto nella terza frazione, battuto da Pablo Lastras, e sale sul secondo gradino della generale; l'indomani, al termine della tappa con arrivo sulla Sierra Nevada, prende la leadership della gara, come già accaduto nel 2008, indossando la maglia rossa. Terrà il primato per altri tre giorni, perdendolo al termine dell'ottava tappa. Conclude l'annata con un'unica vittoria all'attivo.
Apre la stagione 2012 mettendo a referto numerosi risultati: tra marzo e aprile si piazza infatti ottavo alla Parigi-Nizza e secondo alla Dwars door Vlaanderen, vince la cronometro e la classifica generale della Driedaagse De Panne - Koksijde ed è quindi decimo al Giro delle Fiandre, contribuendo al successo del suo capitano Boonen. In giugno si laurea per la quarta volta campione nazionale a cronometro, successivamente prende il via al Tour de France: in quella Grande Boucle riesce a classificarsi terzo nel cronoprologo di Liegi, battuto da Bradley Wiggins e dal poi vincitore Fabian Cancellara. In estate partecipa ai Giochi olimpici di Londra, come già nel 2004 ad Atene, gareggiando sia nella prova in linea che in quella a cronometro.
Nel finale di stagione, dopo aver ottenuto il secondo posto della generale all'Eneco Tour, partecipa ai campionati del mondo di Valkenburg. In quella rassegna contribuisce al successo del sestetto Omega Pharma-Quickstep che si aggiudica il titolo iridato della cronometro a squadre.

### 2013: il quinto titolo nazionale a cronometro
La stagione 2013 si apre con la partecipazione al Tour de San Luis in gennaio e con la Volta ao Algarve in febbraio; successivamente coglie il settimo posto alla Omloop Het Nieuwsblad. In marzo è protagonista alla Parigi-Nizza dove vince la 6ª tappa con arrivo a Nizza, battendo allo sprint Philippe Gilbert; chiuderà la manifestazione con un 5º posto, vincendo anche la classifica a punti. Partecipa alla Sanremo dove si rende protagonista di una fuga importante con Ian Stannard e Ėduard Vorganov, che però viene riassorbita dal gruppo sul Poggio; allo sprint conclusivo riuscirà ad ottenere la quarta piazza: grazie a questo risultato riuscirà a balzare al comando della classifica World Tour. Il 22 marzo prende parte alla E3 di Harelbeke dove ottiene la sesta posizione; in questa occasione perde il vertice della classifica WT, a favore di Peter Sagan, che arrivava secondo sul traguardo di Harelbeke. Sul finire di marzo prende il via alla 3 giorni di La Panne dove ottiene la vittoria nella cronometro conclusiva e nella classifica generale. Alla Roubaix chiude 19º, a causa di un problema meccanico nel cuore della corsa. In maggio partecipa al Tour of California, dove non ottiene risultati di livello, se non 2 ottavi, un nono e un decimo posto nelle 8 tappe totali. Il 20 giugno a Lannilis si riconferma campione nazionale a cronometro, battendo Jérémy Roy e Johan Le Bon e sfiora l'impresa 3 giorni dopo arrivando secondo nella gara in linea, preceduto solo da Arthur Vichot.
Selezionato dalla sua squadra per il Tour, si mette in luce andando in fuga negli ultimi chilometri nella seconda tappa, però senza troppo successo; nella quindicesima tappa è l'ultimo dei fuggitivi ad essere ripreso, quasi in prossimità del traguardo del Mont Ventoux. Pur non cogliendo alcun successo risulta essere prezioso per la squadra, in particolar modo per le volate del britannico Mark Cavendish. Una settimana dopo la conclusione del Tour de France, arriva undicesimo nella classica di San Sebastian. Nel mese di agosto partecipa all'Eneco Tour, dove vince la quinta tappa, una prova a cronometro, che gli permette di balzare al secondo posto in classifica, dietro Lars Boom; chiuderà la manifestazione al sesto posto, ad 1 minuto e 20 secondi dal vincitore, il suo compagno di squadra Zdeněk Štybar. Alla fine di settembre, partecipa ai campionati del mondo a Firenze: selezionato nel sestetto della Omega Pharma-Quick Step, contribuisce alla vittoria della squadra nella prova a cronometro a loro riservata; 3 giorni dopo, partecipa alla prova a cronometro per la sua nazionale, chiudendo in ventiduesima posizione, dietro il suo compagno di squadra Tony Martin. Non è selezionato per la prova in linea.
Il 22 agosto 2013, ha annunciato in un'intervista al quotidiano L'Équipe che nel 2014 correrà per il team svizzero IAM.

### 2014: il sesto titolo nazionale a cronometro
Nella prima stagione con il nuovo team elvetico IAM, Chavanel ha come obiettivi primari la Parigi-Nizza e il Giro delle Fiandre; concluderà 35º la corsa francese e 19º la classica. Per le corse di un giorno, Chavanel, insieme ad Heinrich Haussler, diventa un punto di riferimento per la squadra.

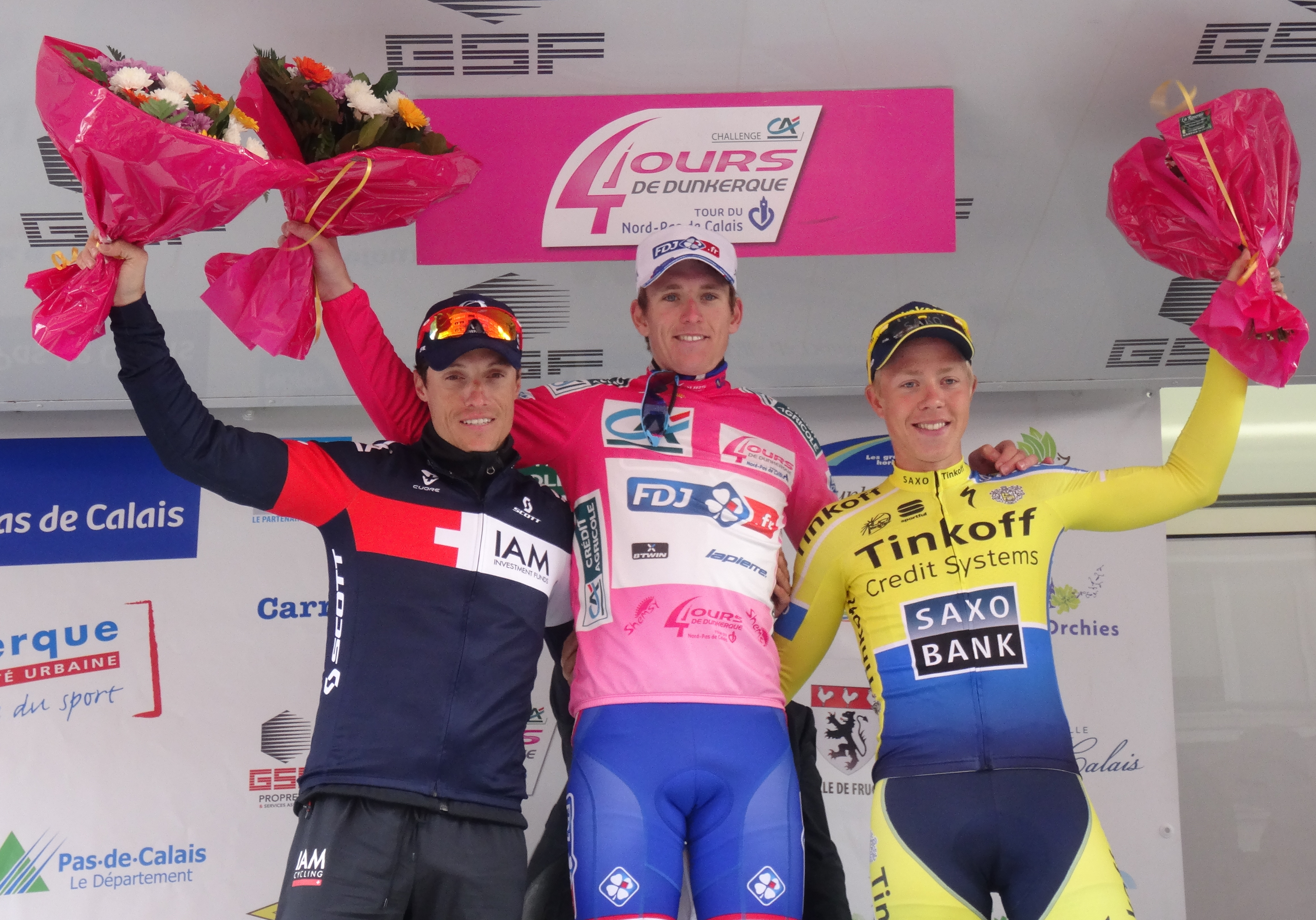
Podio della Quatre Jours de Dunkerque 2014

A maggio vince la terza tappa della Quatre Jours de Dunkerque, giungendo poi secondo in generale alle spalle di Arnaud Démare. Partecipa al Giro del Belgio dove ottiene il terzo posto nella terza tappa (cronometro) e la terza posizione nella classifica generale.
Pochi giorni prima del Tour de France, si conferma ai campionati nazionali di ciclismo, conquistando per la sesta volta, la terza consecutiva, il titolo a cronometro (un record che condivide con il suo manager Eddy Seigneur).
Nel mese di agosto, vince la cronometro e la classifica generale del Tour du Poitou-Charentes e la semiclassica del Grand Prix de Ouest-France; la vittoria a Plouay è la prima in una corsa di un giorno dell'UCI World Tour.
Convocato per il Mondiale di Ponferrada partecipa ad entrambe le prove (in linea e a cronometro) dove ottiene la 17ª piazza nella crono e la 77º nella prova in linea, con un ritardo di 6'11"dal vincitore Michał Kwiatkowski. Chiude la stagione 2014 vincendo il Chrono des Nations - Les Herbiers Vendée.

### 2015: i tre grandi giri e il ritorno in Pista
Durante questa stagione, l'ultima con la formazione IAM (lo stesso Chavanel ha annunciato nel mese di settembre il suo ritorno con Bernaudeau dal 2016), è riuscito per la prima volta nella sua carriera di gareggiare e completare i 3 grandi giri. 

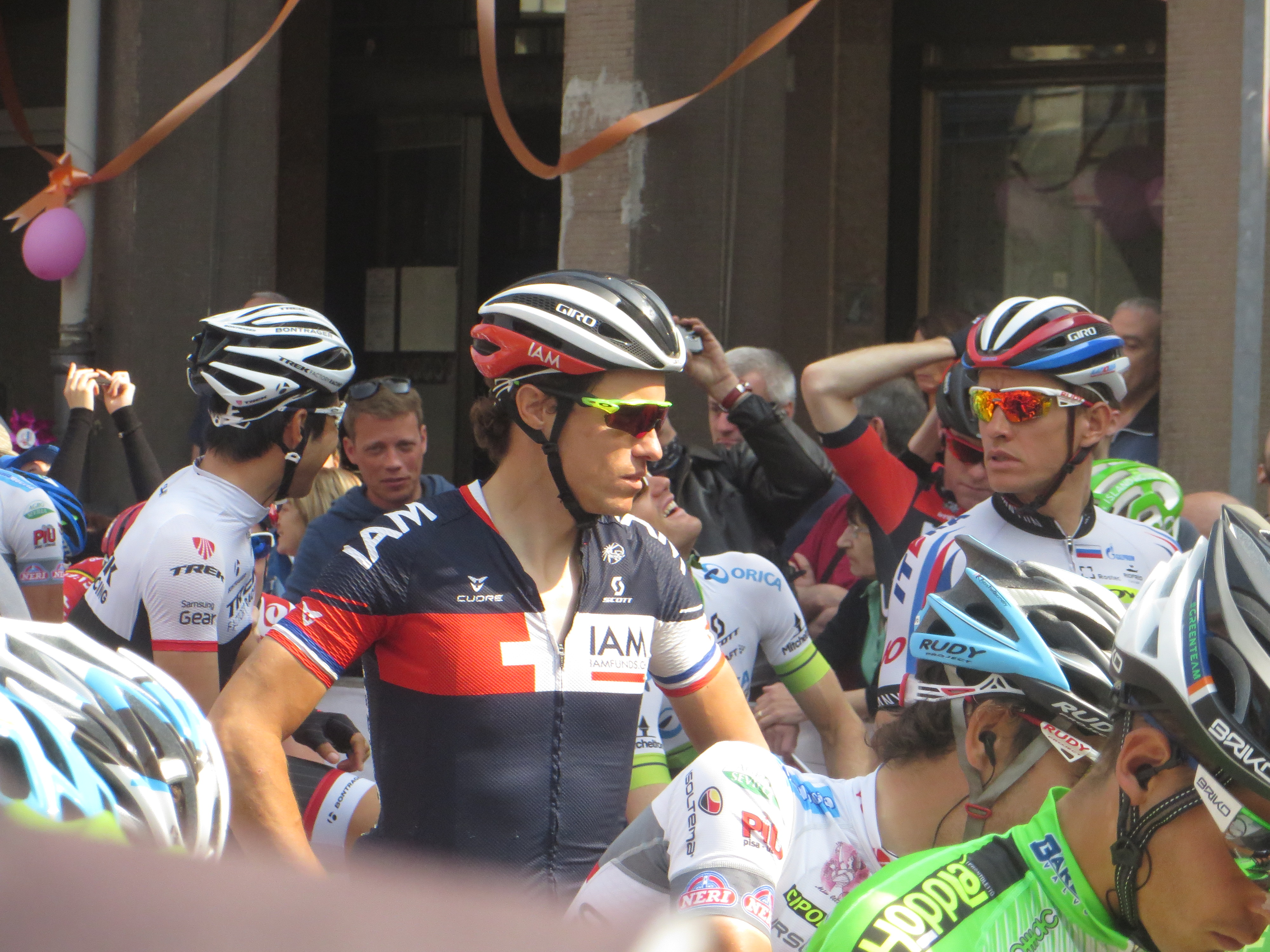
Chavanel alla partenza della 19ª frazione del Giro a Gravellona Toce

Al Giro coglie un secondo posto nella quinta tappa (con arrivo in salita all'Abetone) e un terzo posto nella diciottesima tappa, con arrivo a Verbania. 
Al Tour non riesce ad incidere particolarmente, al tal punto da non entrare in neanche una tappa nella Top 10 mentre alla Vuelta ottiene un quarto posto nella 13ª frazione. Nelle classiche non ottiene risultati di prestigio, anche se riesce ad ottenere un 23º nella Sanremo. Alla fine della stagione decide di ritornare in pista (da dilettanti aveva ottenuto discreti risultati in questa specialità, ma col passaggio al professionismo aveva smesso questa attività) per prepararsi ai campionati individuali nazionali: il 2 ottobre, corona la sua iniziativa vincendo il titolo nazionale (Inseguimento), davanti a Julien Morice e Corentin Ermenault.

### 2016: il ritorno con Jean-René Bernaudeau
Nella sua prima stagione con i colori della squadra francese Direct Énergie (nuovo nome della vecchia squadra Europcar), Chavanel partecipa alla corsa d'apertura del calendario: il Grand Prix Cycliste La Marseillaise che chiuderà 14º. In febbraio partecipa all'Étoile de Bessèges dove coglie la vittoria nella terza tappa; chiuderà in generale al quarto posto. A luglio partecipa al Tour dove coglie un quinto posto nella dodicesima tappa con arrivo in salita al Mont Ventoux; chiuderà in 43ª piazza la manifestazione. Sul finire di agosto partecipa al Tour du Poitou-Charentes, sua corsa di casa, dove riesce ad imporsi nella generale grazie al successo nella quarta tappa, quella a cronometro. A metà settembre è presente a Plumelec ai campionati europei di ciclismo su strada, prima edizione in cui gareggiano anche i professionisti. In seguito, partecipa ai Campionati Europei su pista al velodromo di Saint-Quentin-en-Yvelines: insieme a Benjamin Thomas, Florian Maitre, Thomas Denis e Corentin Ermenault vince il titolo di campione europeo a squadre, battendo in finale la nazionale italiana.

### 2017: 17 Tour de France consecutivi
Nella sua seconda stagione con i colori Direct Énergie, riesce a cogliere come primo risultato un nono posto al Giro delle Fiandre; contemporaneamente rinuncia a partecipare ai campionati del mondo su pista, per problemi di preparazione. Il 12 maggio, con una stoccata, si impone nella 4ª tappa della Quatre Jours de Dunkerque, ottenendo il primato della generale. In luglio partecipa al Tour de France: si tratta della 17ª edizione a cui prende parte, tutte consecutive. Durante la Grande Boucle cerca di entrare nelle fughe da lontano, con l'obiettivo di centrare la vittoria di tappa: riesce ad essere protagonista in alcune occasioni (durante la 16ª tappa, con arrivo a Romans-sur-Isère, viene premiato come più combattivo di giornata), però senza cogliere la vittoria parziale; i migliori piazzamenti sono stati un nono posto durante la 19ª tappa (con arrivo a Salon-de-Provence) ed un decimo nella 20ª, la cronometro di Marsiglia. In agosto partecipa ai campionati francesi su pista: vince l'Americana con Thomas Boudat e si piazza secondo nell'Inseguimento dietro Corentin Ermenault.

### 2018: l'ultima stagione e il 18º Tour
Terza stagione in maglia Direct Énergie, diciannovesima da professionista; ottiene dei buoni piazzamenti già in febbraio, in entrambe le occasioni in prove contro il tempo: all'Étoile de Bessèges ottiene il terzo posto nella quarta tappa (Alès) e la quarta piazza nella generale, mentre al Tour La Provence il secondo posto nella tappa d'apertura sul Circuito Paul Ricard. In marzo, dopo aver partecipato alla Parigi-Nizza, ottiene un quinto posto nella Cholet-Pays de Loire. In aprile ottiene la sesta piazza alla La Roue Tourangelle e partecipa alla Parigi-Roubaix. Durante i campionati nazionali partecipa ad entrambe le prove: 8º a cronometro, 31º in linea. Il 7 luglio 2018 prende parte per la 18ª volta consecutiva al Tour de France: nella seconda frazione (la Mouilleron-Saint-Germain > La Roche-sur-Yon) è autore di una lunga fuga solitaria, neutralizzata soltanto nei Km finali: a fine tappa vince il premio come più combattivo. In agosto partecipa al Tour du Poitou-Charentes, dove coglie il secondo posto nella cronometro individuale di Couhé e nella classifica generale. Nelle ultime gare della stagione (Tour of Britain, Parigi-Bourges e Parigi-Tours) non ottiene risultati rilevanti. L'ultima corsa della carriera è stata la Chrono des Nations - Les Herbiers Vendée, che ha chiuso in 5ª posizione.

## Palmarès

### Strada
- 2000 (Bonjour-Toupargel, una vittoria)

1ª tappa Circuit Franco-Belge (Aubechies > Kluisbergen)
- 2002 (Bonjour, due vittorie)

Trophée des Grimpeurs
Classifica generale Quatre Jours de Dunkerque
- 2003 (Brioches La Boulangère, due vittorie)

Tour du Haut-Var
4ª tappa Circuit de la Sarthe (Angers, cronometro)
- 2004 (Brioches La Boulangère, cinque vittorie)

Classifica generale Quatre Jours de Dunkerque
Classifica generale Giro del Belgio
La Poly Normande
3ª tappa Tour du Poitou-Charentes (Sauzé-Vaussais > Lusignan)
4ª tappa Tour du Poitou-Charentes (Rouillé > Lusignan, cronometro)
- 2005 (Cofidis, le Crédit par Téléphone, cinque vittorie)

4ª tappa Circuit de la Sarthe (Sablé-sur-Sarthe > Le Mans)
Classifica generale Circuit de la Sarthe
Campionati francesi, Prova a cronometro
Classifica generale Tour du Poitou-Charentes
Duo Normand (con Thierry Marichal, cronocoppie)
- 2006 (Cofidis, le Crédit par Téléphone, due vittorie)

Campionati francesi, Prova a cronometro
Classifica generale Tour du Poitou-Charentes
- 2008 (Cofidis, le Crédit par Téléphone, sette vittorie)

5ª tappa Tour Méditerranéen (Sauvian > Gruissan)
6ª tappa Parigi-Nizza (Sisteron > Cannes)
Dwars door Vlaanderen
Freccia del Brabante
4ª tappa Volta Ciclista a Catalunya (Ascó > El Vendrell)
Campionati francesi, Prova a cronometro
19ª tappa Tour de France (Roanne > Montluçon)
- 2009 (Quick Step, due vittorie)

3ª tappa Parigi-Nizza (Orval > Vichy)
Prologo Eneco Tour (Rotterdam)
- 2010 (Quick Step, due vittorie)

2ª tappa Tour de France (Bruxelles > Spa)
7ª tappa Tour de France (Tournus > Station des Rousses)
- 2011 (Quickstep Cycling Team, una vittoria)

Campionati francesi, Prova in linea
- 2012 (Omega Pharma-Quickstep Cycling Team, tre vittorie)

3ª tappa, 2ª semitappa Driedaagse De Panne - Koksijde (De Panne, cronometro)
Classifica generale Driedaagse De Panne - Koksijde
Campionati francesi, Prova a cronometro
- 2013 (Omega Pharma-Quickstep Cycling Team, cinque vittorie)

6ª tappa Parigi-Nizza (Manosque > Nizza)
3ª tappa, 2ª semitappa Driedaagse De Panne - Koksijde (De Panne, cronometro)
Classifica generale Driedaagse De Panne - Koksijde
Campionati francesi, Prova a cronometro
5ª tappa Eneco Tour (Sittard-Geleen, cronometro)
- 2014 (IAM Cycling, sei vittorie)

3ª tappa Quattro Giorni di Dunkerque (Fruges > Calais)
Campionati francesi, Prova a cronometro
4ª tappa Tour du Poitou-Charentes (Availles-Limouzine > L'Isle-Jourdain, cronometro)
Classifica generale Tour du Poitou-Charentes
Grand Prix de Ouest-France
Crono delle Nazioni
- 2016 (Direct Énergie, tre vittorie)

3ª tappa Étoile de Bessèges (Bessèges > Bessèges)
4ª tappa Tour du Poitou-Charentes (Saint-Sauveur > Châtellerault, cronometro)
Classifica generale Tour du Poitou-Charentes
- 2017 (Direct Énergie, una vittoria)

4ª tappa Quattro Giorni di Dunkerque (Marck > Le Portel)

#### Altri successi
- 2000 (Bonjour-Toupargel)

Classifica giovani Tour de l'Ain
- 2001 (Bonjour)

Classifica intergiro Tour du Poitou-Charentes
Classifica combattività Tour du Poitou-Charentes
- 2002 (Bonjour)

Classifica giovani Giro del Belgio
Classifica combattività Parigi-Corrèze
- 2003 (Brioches La Boulangère)

Classifica giovani Parigi-Nizza
Classifica giovani Tour Méditerranéen
Classifica giovani Tour du Poitou-Charentes
Grand Prix de Calais (Criterium)
- 2004 (Brioches La Boulangère)

Classifica punti Tour du Poitou-Charentes
Classifica giovani Tour Méditerranéen
Classifica giovani Quattro Giorni di Dunkerque
- 2006 (Cofidis, le Crédit par Téléphone)

Grand Prix de Val de Loire (Criterium)
Grand Prix de Ormes (Criterium)
- 2008 (Cofidis, le Crédit par Téléphone)

Grand Prix de Amiens (Criterium)
Premio della combattività Tour de France
Grand Prix de Castillon-la-Bataille (Criterium)
Grand Prix de Dun-le-Palestel (Criterium)
- 2009 (Quick Step)

Classifica punti Paris-Nice
Ronde d'Aix-en-Provence (Criterium)
- 2010 (Quick Step)

Premio della combattività Tour de France
Grand Prix de Lisieux (Criterium)
Grand Prix de Lacq-Audéjos (Criterium)
Route des As - Marquette-lez-Lille (Derny)
- 2011 (Quickstep Cycling Team)

Grand Prix de Dun-le-Palestel (Criterium)
Route des As - Marquette-lez-Lille (Derny)
- 2012 (Omega Pharma-Quickstep Cycling Team)

Campionati del mondo, Cronosquadre
Grand Prix de Calais (Criterium)
- 2013 (Omega Pharma-Quickstep Cycling Team)

Classifica a punti Paris-Nice
Campionati del mondo, Cronosquadre
- 2014 (IAM Cycling)

Criterium cycliste international de Quillan
- 2016 (Direct Energie)

Criterium de Dijon
- 2017 (Direct Energie)

Grand Prix de Dun-le-Palestel (Criterium)

### Pista

#### Francia
- 2015 (IAM Cycling Team)

Campionati nazionali di inseguimento su pista
- 2016 (Direct Énergie)

Campionati nazionali di inseguimento su pista
- 2017 (Direct Énergie)

Campionati nazionali di inseguimento su pista (Americana)

#### Europa
- 2016 (Direct Énergie)

Campionati europei di inseguimento su pista a squadre

### Ciclocross

#### Francia
- 2013 (Omega Pharma-Quickstep Cycling Team)

Grand Prix de Poitiers
- 2014 (IAM Cycling Team)

Grand Prix de Poitiers

## Piazzamenti

### Grandi Giri
- Giro d'Italia

2015: 36º
- Tour de France

2001: 65º
2002: 36º
2003: 37º
2004: 30º
2005: 58º
2006: 45º
2007: non partito (17ª tappa)
2008: 61º
2009: 20º
2010: 31º
2011: 61º
2012: ritirato (15ª tappa)
2013: 31º
2014: 34º
2015: 54º
2016: 43º
2017: 25º
2018: 39º
- Vuelta a España

2007: 16º
2008: non partito (17ª tappa)
2011: 27º
2015: 47º

### Classiche monumento
- Milano-Sanremo

2004: 52º
2006: 72º
2008: 60º
2009: 37º
2010: 21º
2011: 20º
2013: 4º
2014: 21º
2015: 23º
- Giro delle Fiandre

2006: ritirato
2008: 30º
2009: 31º
2010: 24º
2011: 2º
2012: 10º
2013: 13º
2014: 19º
2015: 45º
2016: 33º
2017: 9º
- Parigi-Roubaix

2000: ritirato
2001: 52º
2009: 8º
2011: 38º
2012: 27º
2013: 19º
2015: 94º
2016: ritirato
2017: 19º
2018: 80º
- Liegi-Bastogne-Liegi

2002: ritirato
2003: ritirato
2004: 89º
2005: 49º
2006: 46º
2007: 57º
2010: ritirato
2011: 69º
2012: ritirato
- Giro di Lombardia

2005: 85º
2010: ritirato
2012: ritirato
2013: ritirato

### Competizioni mondiali
- Campionati del mondo

Lisbona 2001 - In linea: ritirato
Hamilton 2003 - Cronometro: 20º
Hamilton 2003 - In linea: 84º
Madrid 2005 - Cronometro: 30º
Madrid 2005 - In linea: 67º
Salisburgo 2006 - In linea: 45º
Stoccarda 2007 - In linea: 67º
Varese 2008 - Cronometro: 10º
Varese 2008 - In linea: 53º
Mendrisio 2009 - In linea: 29º
Melbourne 2010 - Cronometro: 19º
Melbourne 2010 - In linea: 63º
Copenaghen 2011 - In linea: 70º
Limburgo 2012 - Cronosquadre: vincitore
Limburgo 2012 - Cronometro: 15º
Limburgo 2012 - In linea: 57º
Firenze 2013 - Cronosquadre: vincitore
Toscana 2013 - Cronometro Elite: 22º
Ponferrada 2014 - Cronometro Elite: 17º
Ponferrada 2014 - In linea Elite: 77º
- Giochi olimpici

Atene 2004 - In linea: ritirato
Londra 2012 - In linea: 20º
Londra 2012 - Cronometro: 29º

## Riconoscimenti
- Velo d'Or francese della rivista Vélo Magazine nel 2008